# Aguada de Baixo
Pour les articles homonymes, voir Aguada.
Aguada de Baixo est une ancienne paroisse civile portugaise (en portugais : freguesia) de la municipalité d'Águeda dans le district d'Aveiro. 
La loi no 11-A/2013 du 28 janvier 2013, portant réorganisation administrative du territoire des freguesias, fusionne Aguada de Baixo avec la paroisse voisine de Barrô pour former l’União das freguesias de Barrô e Aguada de Baixo (dont le siège est à Barrô).